# Лыаты
 Лыаты  — деревня в Усть-Вымском районе Республики Коми в составе сельского поселения Кожмудор.

## География
Расположена на левобережье реки Вычегда на расстоянии примерно 14 км по прямой на юго-восток от районного центра села Айкино.

## История
Упоминается с 1719 года как деревня Малые Лыаты, 11 дворов. В 1782 селение состояло из двух деревень: Малая Лыята — 11 дворов, 65 жителей и Большая Лыята — 17 дворов, 83 жителя. В 1859 году упоминалась как Лыаты Малые, 63 двора, 280 жителей. В 1897 открылась школа грамоты, в 1912 — начальное училище. В 1918 — село Лыаты, 460 жителей. В 1920 в селе Лыаты имелось 96 дворов и 416 жителей, коми; в 1926 — 109 и 413. В 1930 году село Лыаты Малое являлось центром сельсовета, куда входили деревни Давпи, Ижолты, Иппа и Назар В 1939 в селе Лыаты насчитывалось 518 жителей. С 1953 года Лыаты стало деревней в Кожмудорском сельсовете. В 1959 году в Лыаты жили 190 человек, коми; в 1970 — 214; в 1979 — 172; в 1989 — 153; в 1995 — 153 жителя в 57 хозяйствах.

## Достопримечательности
Троицкая деревянная церковь (ветхая, не действует).

## Население
Постоянное население составляло 111 человек (коми 95 %) в 2002 году, 93 в 2010.